# BMW・M3 (E30)
M3 (E30)は、ドイツの自動車メーカーであるBMWが1986年から1991年にかけて製造していたスポーツカー「M3」の初代モデルである。

## 概要
1960年代以降、02シリーズや初代3シリーズで小型セダン市場において成功を収めてきたBMWは、1982年に3シリーズの2代目モデルとなるE30を発表した。しかし、メルセデス・ベンツも同年に190シリーズを発売して小型セダン市場に参入するとともに、1983年にはエンジンチューニングをコスワースに依頼した高性能版の190E 2.3-16を発表し、モータースポーツによるプロモーション活動を開始していた。
小型セダン市場でのライバルの出現に対して、BMWは3シリーズをベースとしたグループA用ホモロゲーション車両のM3を開発。F1からも撤退し、1987年からツーリングカーレースでメルセデスに対抗することとなった。

### メカニズム
E30型3シリーズ（2ドアセダン）をベースとしながらも、グループA車両はエンジン、サスペンション、ブレーキなどの形式変更は認められず、外観も市販状態を維持しなければならないため、市販の段階で一定の空力や動力性能を備えている必要があった。
ダウンフォース増加を目的にフロント/リヤスポイラー、サイドスカートを装備するとともに、空気抵抗を低減させるためCピラーからトランクへの形状も変更。さらにフロントバンパーやリヤウインド・フレーム、リヤスポイラー、トランクリッドはプラスチックで製作され、軽量化が図られている 。これらの改良により、Cd値は3シリーズの0.38から0.33へ改善された 。
エンジンは、それまでツーリングカーレース用車両の主力だった635CSiや325iでは直列6気筒を搭載していたが、M3では一段のコーナリング性能の向上を求め、M1や635CSiに搭載されていた直列6気筒のM88エンジン(de)を4気筒化したS14B23型エンジン(de)を採用した。エンジン排気量は2,302ccとされ、グループA規定ではディビジョン2に該当した。燃料供給システムはボッシュのモトロニックで 、トランスミッションは5速MTが組み合わせられる。
ブレーキはフロント/リヤともにベンチレーテッド・ディスクで、市販車ではABSも装備されていた 。またブリスターフェンダーによってトレッド幅を拡大し、10インチ幅のリムホイールと15インチホイールを装備可能とした。ホイールベアリングとフロントブレーキキャリパーは5シリーズ（E28型）と共用しており、標準型3シリーズの3倍ものキャスター角がつけられている。このためホイールは標準型の4穴・PCD100から、5穴・PCD120に変更されている。
1987年にM3エボリューション、1988年にはM3エボリューション2と、継続的にエボリューションモデルが発売された。

### バリエーション
- M3（1985年 - 1990年）

2.3L 直列4気筒DOHC4バルブエンジン（195PS/23.4kgf·m）、5速MT。全長4,360mm、全幅1,675mm、全高1,365mm、ホイールベース2,562mm、1,200kg。欧州では1989年まで触媒なし仕様（200PS）も併売され、触媒なし仕様の廃止と同時に改良を施しチェコット仕様と同じ215PSエンジンへ変更した。なお、BMW JAPANを通じて日本に正規輸入されたE30型M3はこのモデルが唯一である（新車販売価格は658万円）。
- M3カブリオレ（1988年 - 1991年）

機構的にはM3と同様。カブリオレという構造上、幌の収納のためトランクリッドのみE30型3シリーズ・カブリオレと同様のものを採用しており、その関係でリアスポイラーも非装着となっている。M3の豪華版と位置づけられていたため、オールレザー内装や油圧電動ソフトトップを標準装備している。生産台数は786台。
- M3ヨーロッパマイスター （1988年）

ヨーロッパ・ツーリングカー選手権制覇を記念して製作された限定モデル。レザー内装を装備し、ロベルト・ラバーリアのサインが入ったコーションプレートが与えられた。生産台数は148台。
- M3エボリューション（1987年）

1987年に発売されたホモロゲーションモデル。大型フロントスポイラーやリアウイング下にリップスポイラーが付加されている。エンジンは改良されて210PSを発生。生産台数は505台。
- M3エボリューションII（1988年）

1988年に発売されたホモロゲーションモデル。220PSまでチューンアップされ、エンジンは白をベースに3色のMストライプを配した専用結晶塗装が施される。生産台数は500台。
- M3チェコット/M3ラバーリア（1989年）

BMWのツーリングカーレーサー、ジョニー・チェコットおよびロベルト・ラバーリアの名を冠した限定モデル。215PSのエンジンを先行採用し、専用ボディカラー、サイン入りコーションプレートなどが与えられた。外装はエボリューションIIに準ずる。チェコットの生産台数は505台。ラバーリアは基本的にチェコットと同一であるが、25台がイギリスで販売されたのみである。
- M3スポーツエボリューション（1989年 - 1990年）

DTMのレギュレーション変更（排気量2.3L→2.5L）にあわせて生産されたホモロゲーションモデル。エンジンブロックに手が加えられ、2.3Lから2.5Lへと排気量アップされた。外装はフロントおよびリアのスポイラーが専用品となる。生産台数は601台で、内訳は2ドアセダン600台、カブリオレ1台。

## モータースポーツ

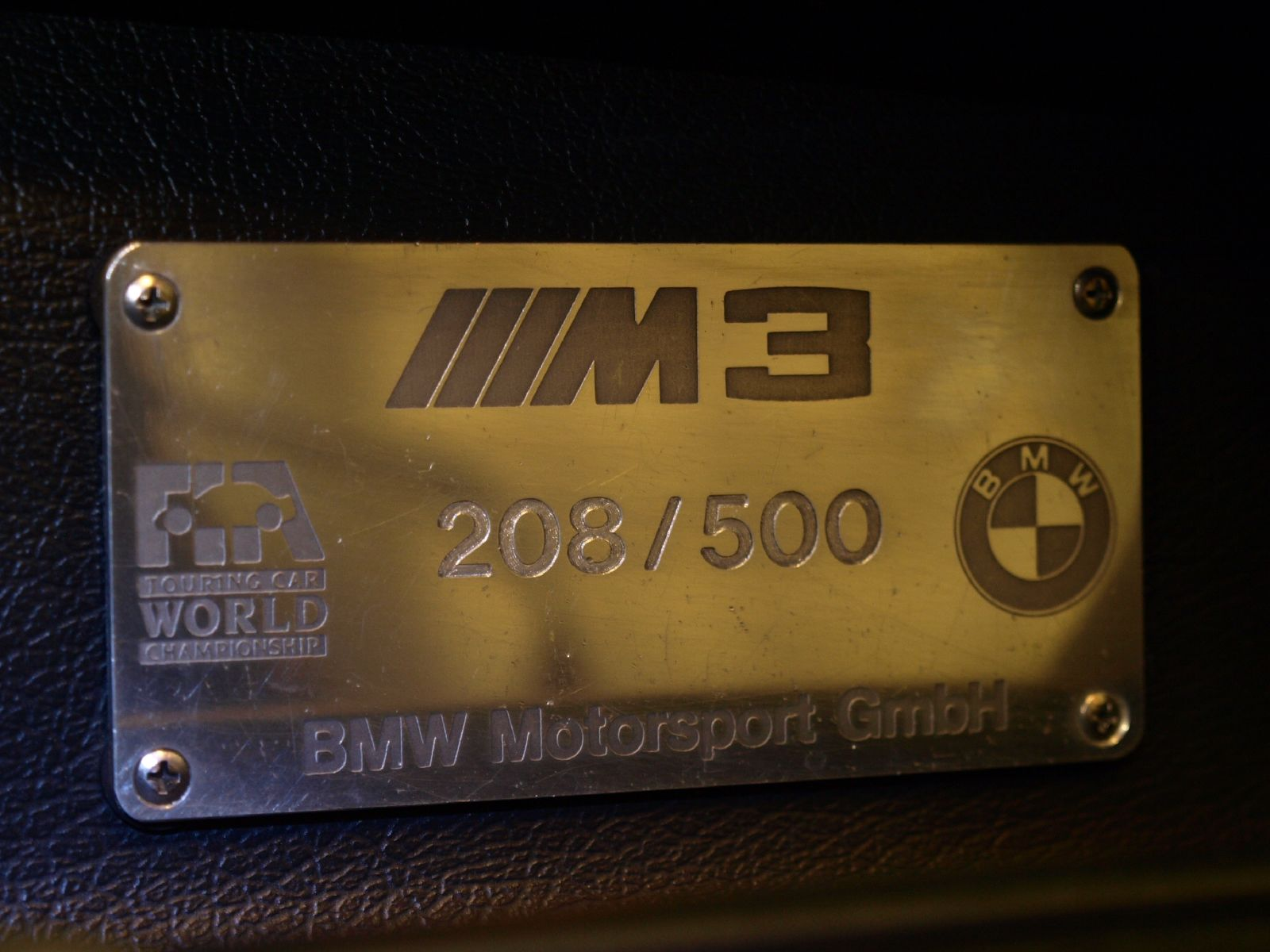
市販車のM3 エボリューション2に貼られた、FIAの公認を示すプレート

レース仕様M3の開発テストには元F1チャンピオンのニキ・ラウダも参加して熟成が進められていった。市販車で200psを発揮していたエンジンは、レース仕様では294psを発生するようになり、駆動系やシャシーも改良された。
デビューした1987年にWTC、ETC、DTMの3カテゴリーでタイトルを獲得し、WRCでも優勝した競争力の高さと、デファレンシャル・ギヤの変更程度で済むレースセッティングの簡便さ、メンテナンスフリーなエンジンも評価され世界各国のレーシング・チームがM3の導入を希望した。1987年のシーズン開幕前に、BMWモータースポーツ社が40台のグループA仕様のM3を出荷した他、シュニッツァー、リンダー(de)、プロドライブなどもコンペティション仕様のM3を製作・販売した。プロドライブの創業者のデビッド・リチャーズよると、プロドライブだけで56台のM3を製作するなど、サーキット、ラリーを問わず広く活躍した。
M3のグループA仕様車の価格は1987年にキットのみで約1300万円、1990年デビューのM3 スポーツエボリューションのグループA仕様は新車で約2800万円、従来車をアップグレードするコンバージョン・キットは約1000万円だった。

### 戦績

#### 世界ツーリングカー選手権、ヨーロッパツーリングカー選手権
1987年、ツーリングカーレースの世界選手権（WTC）が初めて開催されたが、FISAが開幕直前にエントラントに1台につき6万ドルの登録料の支払いを求めたことから混乱が生じた。結果、登録料を払って開幕戦に出場したのは15台のみで、M3ユーザーで開幕戦モンツァに登録料を払って出場したのは、シュニッツァーとリンダーからエントリーした4台のみだった。決勝レースでもトラブルは続き、M3のカーボン製のトランクリッドがレギュレーション違反とみなされ、エントリーした8台中7台が失格となった。このため1位でゴールしたシビエムのジョニー・チェコット/リカルド・パトレーゼ組の結果も取り消されることとなった。その後、第2戦ハラマ、第3戦ディジョンとM3が連勝し、第4戦ニュルブルクリンクはフォード・シエラが制した。
第5戦スパ・フランコルシャン24時間は、シビエムのエリック・ヴァン・デ・ポール/ジャン‐ミッシェル・マルタン/ディディエ・ティス組が優勝。3位までをM3が占め、マシンの信頼性の高さを証明した。しかし続く第6戦ブルノでは、フォードがエボリューションモデルのシエラRS500をデビューさせ、予選で1 - 4位までを独占。決勝でもエッゲンバーガーがワンツーフィニッシュを決め、デビューウィンを飾った。雨中の戦いとなった第7戦ツーリストトロフィー(en)は、シビエムのファビオ・マンチーニ/エンツォ・カルデラーニ組、シュニッツァーのエマニュエル・ピロ/ロベルト・ラヴァーリア組がワンツーフィニッシュを達成した。
地元のホールデン・コモドアが制した第8戦バサーストの後、カルダス、ウェリントン、そして最終戦インターTECまでシエラが3連勝を決めてシーズンは終了した。ドライバーズタイトルはBMWのラヴァーリアが獲得したものの、チームズタイトルはフォードのエッゲンバーガーに譲ることとなった。ヨーロッパツーリングカー選手権（ETC）はリンダーのヴィンフリート・フォクトがチャンピオンとなり、チームズタイトルもリンダーの47号車が獲得した。
1988年のETCは、ラヴァーリアが前年のWTCに続いてチャンピオンを獲得した。マシン性能ではフォード・シエラがM3を上回っており、BMWは11戦中3戦しか勝つことが出来なかった。しかしBMWがラヴァーリアにタイトルを取らせるために、シーズン当初から上位走行中のマシンにラヴァーリアを搭乗させ、ポイントを取らせる作戦が実を結んだ。ETC第7戦ニュルブルクリンクでエボリューション2がデビューし、併せてパワーバンドの狭いS14型エンジン用に6速ミッションも用意されたが、ドライバー陣の評価は芳しいものではなかった。このほか1988年にはアジア・オセアニア地域で、アジア・パシフィックツーリングカー選手権(en)が全4戦で開催され、M3をドライブするトレバー・クロウがチャンピオンに輝いた。

#### ドイツツーリングカー選手権
1987年からドイツツーリングカー選手権（DTM）に登場したM3は、ザクスピードのエリック・ヴァン・デ・ポールがドライバーズ・タイトルを獲得し、初年度から成功を収めた。その後1989年にもシュニッツァーのロベルト・ラヴァーリアが王者に輝いた。
1990年には2.5 Lエンジン搭載のスポーツエボリューションがデビュー。DTM仕様では、2.3 L仕様から15psアップの330psを発生させ、フロント/リヤスポイラーを調節可能とすることで空力性能も進歩した。しかし、DTMに新規参入してきたアウディの4WDマシン・V8クワトロが猛威を振るい、ドライバーズタイトルをハンス＝ヨアヒム・スタックに奪われ、BMW勢ではジョニー・チェコットの2位が最上位だった。一方、チームズタイトルはシュニッツァー、ビガッツィのBMW勢が1、2位を占めた。
1991年はザクスピードがメルセデス陣営に移籍し、BMW陣営はシュニッツァー、ビガッツィ、リンダーがワークスチームとして活動した。エンジン出力は340psに増し、ワークス車のみABSも装備され戦闘力の向上が図られた。しかし、この年はアウディだけでなくメルセデスにも水をあけられ、ドライバーズランキングではチェコットの4位が最上位だった。

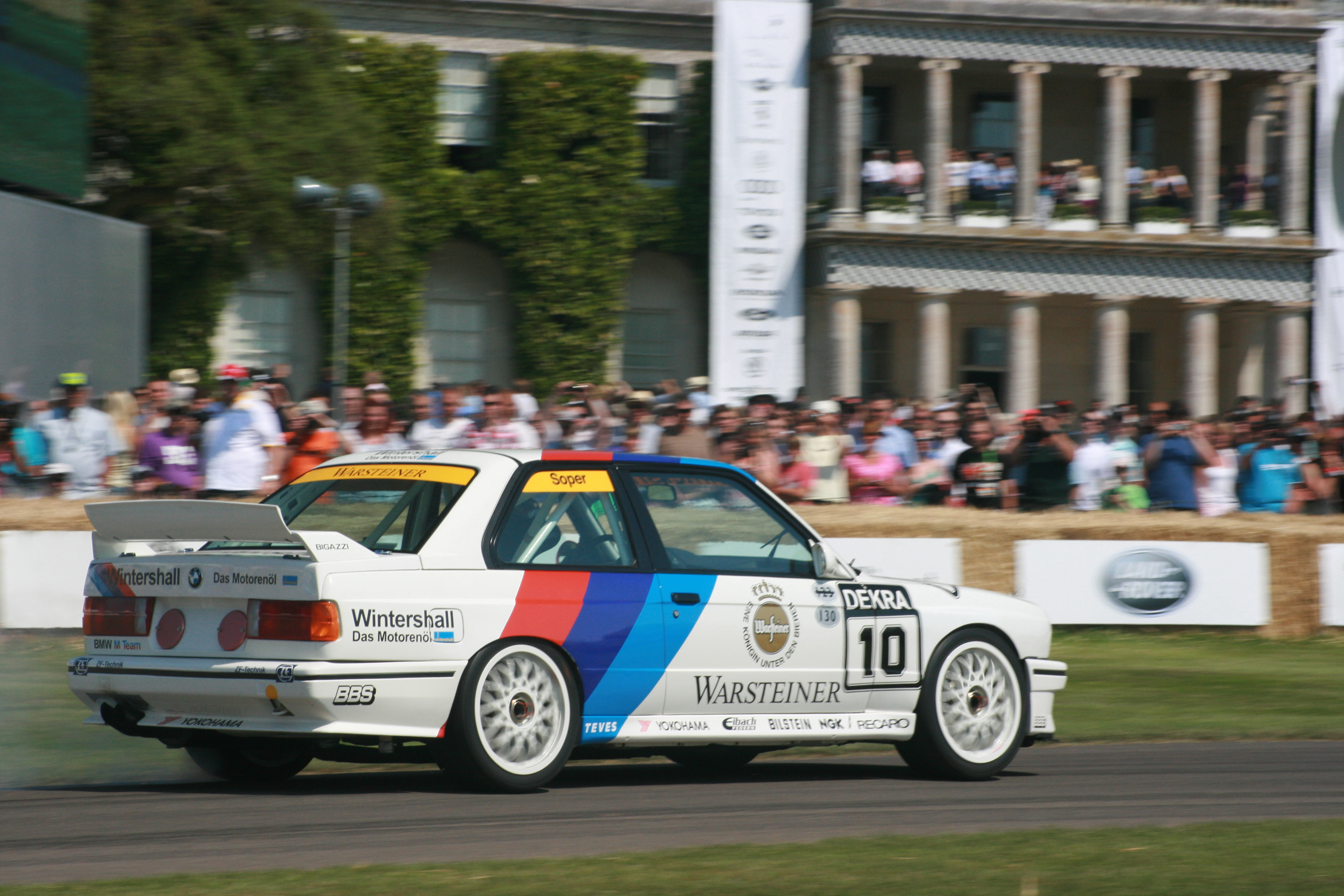
1992年のDTM M3。特例で認可された大型のリヤスポイラーが目立つ

1992年、BMWは3年ぶりのタイトル奪還に向けて、ワークスのシュニッツァーにイタリアツーリングカー選手権（CIVT）を主戦場としていたロベルト・ラヴァーリアを招喚。このほかビガッツィ、ジョニー・チェコットのFINAモータースポーツの3チームをワークスとし、リンダーはワークスから外れることとなった。1992年型DTM M3のエンジンは、前年型から更に20psアップの約360psを発生させた。しかしシーズンが開幕してみると、メルセデスに対してマシン性能が大きく劣っていることが明らかになった。シーズン中盤にはメルセデスの了解を得て、フロント/リヤスポイラーのモディファイが行われた。これによりノリスリンク、ブルノで4連勝し一時的に息を吹き返したが、最終的には24戦中7勝に終わり、メルセデスに完敗を喫する結果となった。シーズン終了後、BMWはDTMからの撤退を決定し、DTMにおけるE30型M3の活躍は終焉を迎えた。

#### ナショナル選手権

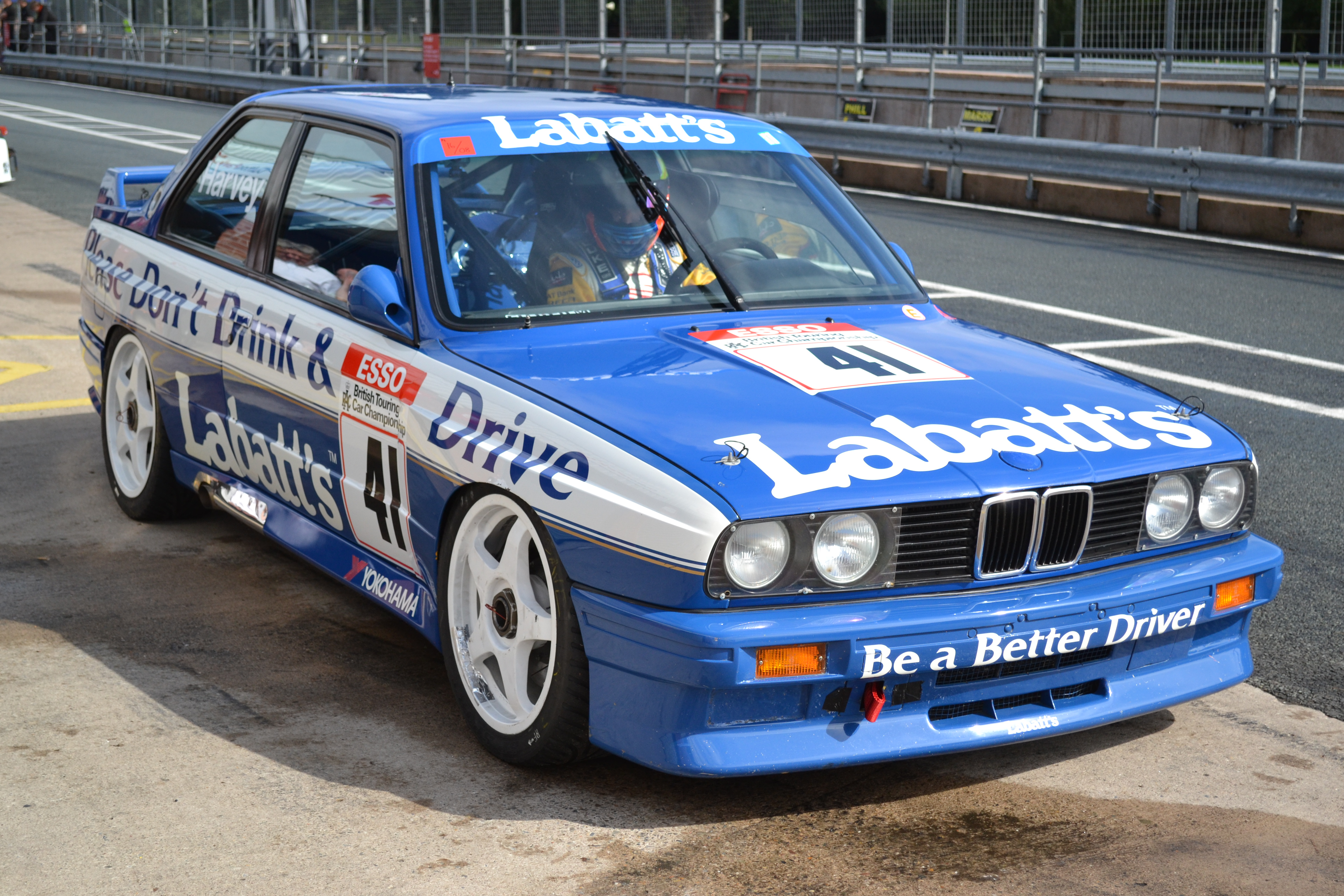
1991年のBTCCで活躍したクラス2仕様のM3。クラス2ではエボリューションモデルは禁止されていた

イギリスツーリングカー選手権（BTCC）では、1988年にプロドライブM3に乗るフランク・サイトナーが、翌1989年にはジェームス・ウィーバーがBクラスを制覇した。1990年シーズンは3リッター以上のAクラスとNA・2リッターのBクラスによる2クラス制で開催され、BMWはイタリア向けの2リッター車である320is用のS14B20型エンジンを搭載したM3を登場させた。1990年はサイトナーがクラスタイトルを獲得し、クラス2規定に完全移行した1991年はビック・リー・モータースポーツのウィル・ホイが初の王者に輝いた。1992年より、BMWはE36型3シリーズの318isを投入し、M3はBTCCから姿を消した。
フランス・ツーリングカー選手権(fr)では、1987年にガレージ・ドゥ・パックのファビアン・ジロワがドライバーズチャンピオンとなり、さらにジャン-ピエール・マルシェが1988、1989年とチャンピオンを獲得。マルシェは1990年のシリーズも制し3連覇を達成した。
イタリア・スーパーツーリスモ（CIVT）(it)では、1987年にミケーレ・デ・ジョイア、1989年にジョニー・チェコット、1990年 - 1991年にはロベルト・ラヴァーリアが連覇を達成した。しかし1992年のCIVTでは、アルファロメオ・155GTAが20戦中17勝とシリーズを制圧し、M3は3勝に留まった。CIVTも1993年からクラス2に移行し、M3の活躍は終わった。

#### 耐久レース
WTC、ETCに組み込まれていた1987、1988年にも連覇していたツーリングカーのクラシックレース、スパ・フランコルシャン24時間では、1990年にDTMクラスからエントリーのジョニー・チェコット/ファビアン・ジロワ/マルクス・エストライヒ組が、グループA仕様のシエラとの接戦を制して優勝。ディエター・クェスター/マルク・デュエツ/クリスチャン・ダナー組も2位でゴールし、シュニッツァーが1-2フィニッシュを達成した。またビガッツィが4位、リンダーも5位でゴールした。1992年にも、DTMクラスから出場のビガッツィのジャン‐ミッシェル・マルタン/スティーブ・ソパー/クリスチャン・ダナー組が優勝。2位にシュニッツァー、3位にもビガッツィのマシンが入り表彰台を独占した。
ニュルブルクリンク24時間でも1989年 - 1990年はグループA仕様で、1991年 - 1992年はDTM仕様で4連覇を達成している。

#### マカオ・ギアレース
モータースポーツの複合イベント、マカオグランプリで行われるギアレース（en）には、例年ヨーロッパと日本の有力チームが出場していた。BMWも635CSiでギアレースに参戦していたが、1987年からM3をエントリーさせるようになった。1987年はロベルト・ラヴァーリア、ディエター・クェスター、ファビアン・ジロワの順でシュニッツァーがワンツースリーフィニッシュを達成。シュニッツァーは翌1988年もアルフリート・ヘーガー、マルクス・エストライヒによってワンツーで連覇した。しかし1989年はシエラ勢に完敗し、最高成績は地元のケビン・ウォンの10位に留まった。1990年も長谷見昌弘の日産・スカイラインGT-Rに敗れ、シュニッツァーのエマニュエル・ピロが2位、ヨアヒム・ヴィンケルホックは3位に終わった。
しかし、1991年からDTMマシンの参戦が可能になると、シュニッツァーのピロが初めてマカオを制覇した。この年はJTCディビジョン2のトップチーム、ステラ・インターナショナルがマカオ・ギアに参戦。ステラはDTM M3での参戦を求めたが実現せず、グループA仕様のM3で出走し7位でゴールした。翌1992年もピロが優勝し連覇。ヴィンケルホック、ラヴァーリアもそれぞれ2位と3位に入り、シュニッツァーが1987年以来2度目のワンツースリーフィニッシュを達成した。
1993年、BMWのレース活動はクラス2ツーリングカーに移行しており、ギアレースにもシュニッツァーは318iを出場させていたが、地元のドライバー、チャールズ・カーンが1992年仕様のDTM M3で参戦し優勝した。

#### 全日本ツーリングカー選手権

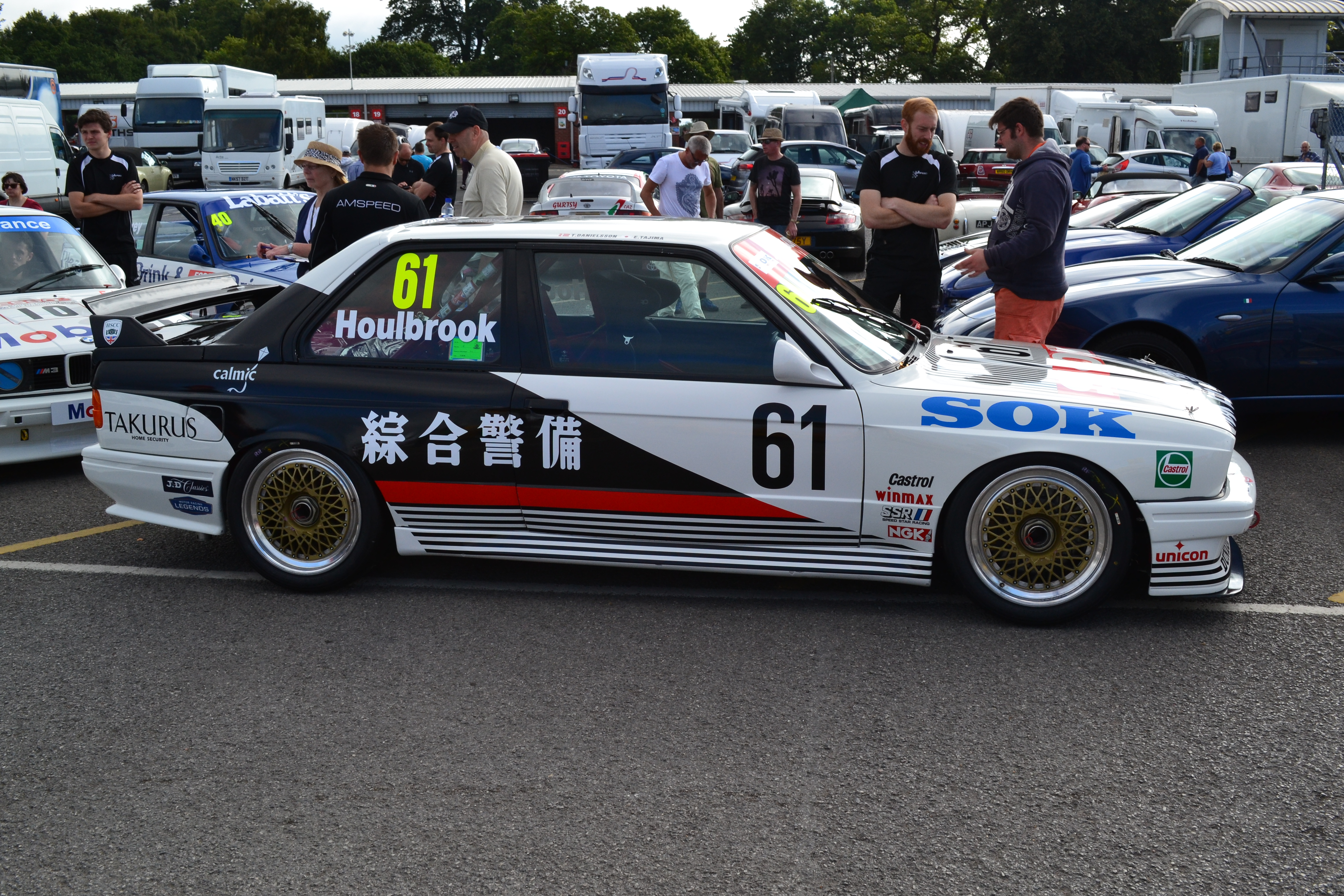
1993年のJTCで活躍した、チーム・テイクワンの綜合警備M3

全日本ツーリングカー選手権（JTC）では1987年の第4戦菅生で、オートビューレックのオートテックM3がウィル・ホイ/柳田春人組によってディヴィジョン2からデビューした。優勝したトヨタ・スープラと同一周回でゴールし、総合2位とクラス優勝を達成。オートビューレックは1987年のディビジョン2で2勝をあげ、クラスタイトルを獲得した。BMW JAPANは、メーカーが直接支援するワークスチームをJTCに参戦させることも検討したが最終的に断念し、プライベートチームに活動が委ねられることとなった。
1988年は前年の活躍によりM3のエントリーが増加し、ディヴィジョン2はM3のワンメイク状態と化した。ボルクレーシングと東名スポーツのアドバン・アルファは、前年WTCを戦ったシュニッツァーの放出品を使用したほか、トリイ・レーシングはザクスピード製を採用し、コスモオイルM3を走らせるジーベック・モータースポーツはプロドライブ製M3を導入した。また最終戦インターTECから、アドバン・アルファM3を走らせる東名スポーツがシュニッツァー製の新車を購入した。このマシンは車両重量が従来車から約70㎏軽量化されて約990㎏となり、エンジンもシュニッツァー製から東名エンジンチューンのものに換装されていた。アドバン・アルファM3はインターTECのディビジョン2クラスで優勝し、戦闘力の高さを証明した。シリーズはオートビューレックが4連勝をあげるなどして2年連続のクラスチャンピオンとなった。
1989年は東名スポーツのアドバン・アルファM3が段違いの強さを見せたシーズンだった。開幕戦西日本の予選でコースレコードを0.7秒更新し、2位に1秒以上の差をつけてポールポジションを獲得。決勝でも他のM3を全車周回遅れにして圧勝した。アドバン・アルファM3はその後も他チームを寄せ付けず、5勝をあげて高橋健二が初のチャンピオンとなった。
1990年は2勝を挙げたステラ（旧オートビューレック）が復権を果たし、ローランド・ラッツェンバーガー/中川隆正組が初タイトルを獲得した。マシンに関しては、エンジン出力が従来車より20 - 30ps向上し約300psに達するとされるM3スポーツエボリューションの導入がJTCでも進んだ。第4戦レース・ド・ニッポンで、ケガニが従来型をコンバージョンキットでアップグレードしたスポーツエボリューションをデビューさせたのを嚆矢として、続く西仙台ハイランドでは、ステラと東名スポーツも従来型をスポーツエボリューションにアップグレードして出場した。ステラはさらに最終戦インターTECで、新車のスポーツエボリューションを導入した。1991年もステラが3勝をあげ連覇。1992年は、ケガニの茂木和男/小幡栄が2勝をあげシリーズ初制覇。チーム・オーバーテイクは3勝をあげるも、ランキング2位に留まった。
全9戦に拡大して行われた1993年は、ステラが5勝を挙げ通算5度目の戴冠。同年限りでJTCは終了し、全日本選手権でのM3の活躍に終止符が打たれた。
N1耐久には、1992年からクラス2にE30 M3でエントリーするチームが現れ、1993年に藤村満男/眞田睦明組がクラス2チャンピオンとなっている。

#### ラリー
M3によるラリー活動は、プロドライブのデビッド・リチャーズがBMWに提案したことにより始まった。BMW本社からは十分な支援は得られなかったが、フランスとベルギーのディーラーの支援もあり、ナショナル選手権を中心としたプロジェクトが始動した。活動初年度、プロドライブの世界ラリー選手権（WRC）出場は第5戦ツール・ド・コルスの1戦のみだったが、ベルナール・ベガン(fr)がイブ・ルーベ、ミキ・ビアシオンのランチア勢を抑えて優勝を成し遂げた。ベガン、プロドライブともにWRC初優勝であり、BMWとしても1973年にアキム・ウォームボルド/ジャン・トッド組が2002Tiiでオーストリアン・アルペンを制覇して以来、14年ぶりの優勝であった。

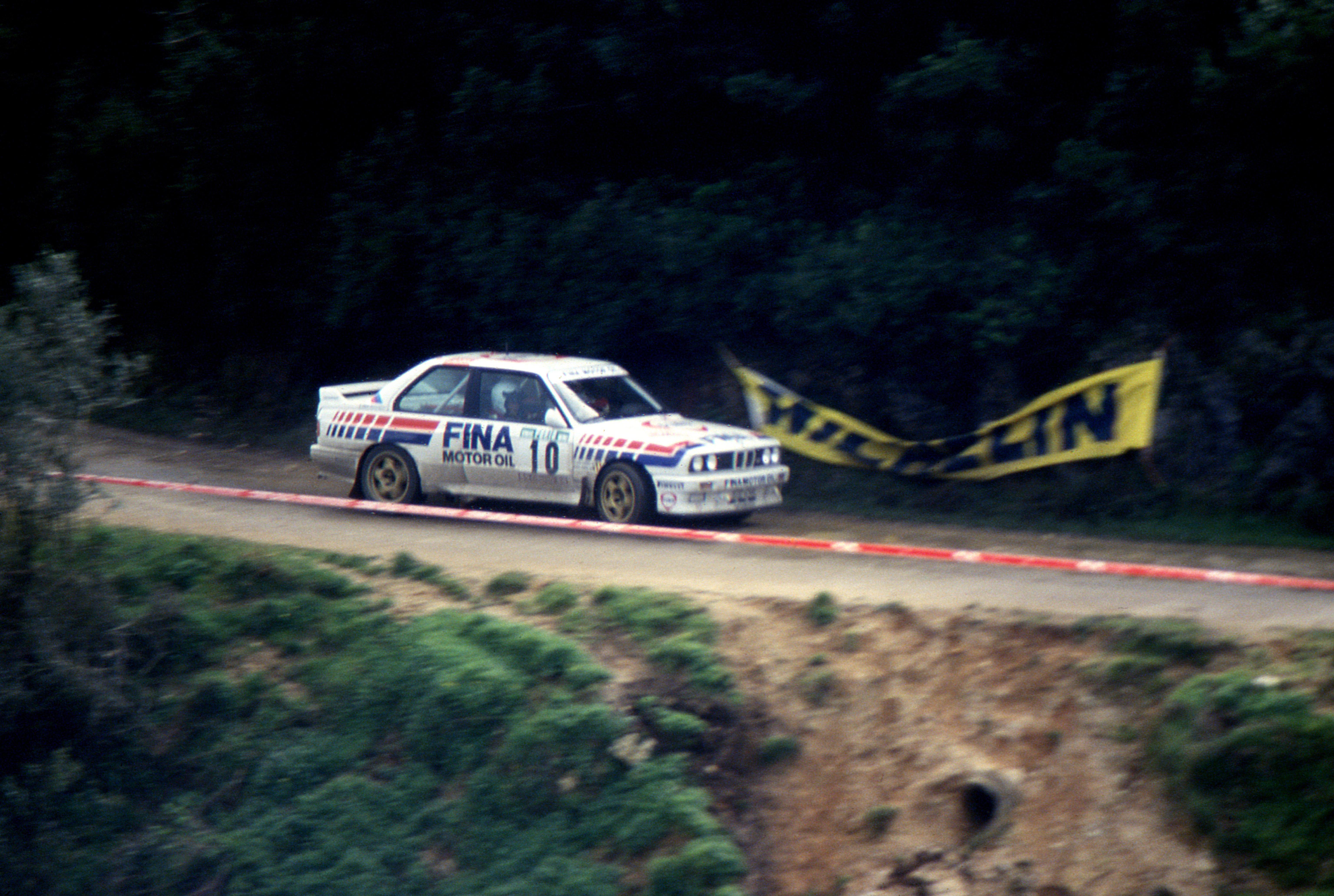
1989年のポルトガル・ラリーで、5位に入賞したマルク・デュエツ/アラン・ロペス組のEDZ 4346

その後はマシンの開発も徐々に進展し、当初はツーリングカーレース用のエンジンを使用していたが、1987年シーズン後半にはBMWによってラリー用のエンジンが開発された。1988年にはプロドライブが6速ミッションを独自に開発し、1000湖ラリーでは、WRCで初のトラクションコントロールシステムをアリ・バタネン車に装備し実戦投入した。
1989年、FINA(en)のスポンサードを得たプロドライブとマルク・デュエツはモンテカルロ、ポルトガル、ツール・ド・コルス、1000湖、サンレモの5戦に出場するプログラムを立てた。モンテカルロ8位、ポルトガルでは5位と好成績を残し、フランソワ・シャトリオ(fr)とベガンも出場したツール・ド・コルスではシャトリオが2位、ベガンが5位、デュエツは6位と3台揃って入賞を果たした。その後、デュエツはサンレモでも7位に入賞し、ドライバーズ・ランキングで13位の成績を残した。WRCデビュー当時は275psだったエンジン出力も、1989年には300psオーバーに達していた。シャトリオは1990年のツール・ド・コルスでも3位に入る健闘を見せた。
ヨーロッパラリー選手権（ERC）での初勝利は1987年10月、フランスで行われた係数3のイベント、第41戦ラリー・ド・アンティブで、プロドライブのベルナール・ベガンがシエラを駆るディディエ・オリオールを抑えてのものだった。1988年には6月開催の第18戦ラリー・ド・ガリグーでフランソワ・シャトリオが優勝。8月には第29戦マデイラ（en）でパトリック・スナイヤーズ(fr)が優勝した。スナイヤーズはイギリスで9月に開催されたマンクス（en）でも優勝を記録した。1990年はシャトリオが2年ぶりにラリー・ド・ガリグーを制した。
その後係数20のイベントでの優勝は途絶えたが、1995年3月、カナリア諸島で開催された第7戦 エル・コルテ・イングレスでホセ・マリア・ポンセが5年ぶりにE30 M3に優勝をもたらした。
ナショナル選手権では活動初年度の1987年こそ各国選手権の制覇を逃したが、1988年以降多くのタイトルを獲得していった。パトリック・スナイヤーズが1988年にM3で4度目のベルギー選手権(nl)制覇を成し遂げ、翌1989年にはデュエツもベルギー選手権のチャンピオンとなっている。シャトリオは1989、1990年にフランス選手権を連覇(fr)を連覇。またスペイン選手権(es)では1989年にホセ・バーカスが、1991年にはホセ・マリア・ポンセがチャンピオンを獲得している。
この他、1987年の香港‐北京ラリーにイタリアのプロ・モータースポーツからエンリコ・グッジャーリ(it)がエントリーし、9位で完走した。1988年には11月に開催されたジーロ・ディターリア・オートに、プロドライブがグループA仕様のM3で参戦した。アンドレア・ザヌッシ/ジョニー・チェコット組がIMSA-GTUクラスからエントリーした3台のアルファロメオ・75ターボ IMSAに次ぐ4位に入賞し、マルク・デュエツ/ピエール・ティモニエ組はデュエツが1人で公道とサーキットを走り切って5位で完走した。